# Brachythecium athrocladum
Brachythecium athrocladum är en bladmossart som beskrevs av Jean Édouard Gabriel Narcisse Paris 1900. Brachythecium athrocladum ingår i släktet gräsmossor, och familjen Brachytheciaceae. Inga underarter finns listade i Catalogue of Life.